# Nosači zrakoplova klase Forrestal
Klasa Forrestal je bila klasa nosača zrakoplova Američke ratne mornarice. Klasu čine četiri nosača. Prvi brod u klasi po kojem je i cijela klasa dobila ime je bio USS Forrestal (CV-59) koji je primljen u operativnu službu 1. listopada 1955. godine, a zadnji povučeni brod iz klase bio je USS Independence (CV-62), povučen iz službe 30. rujna 1998. godine. Klasu Forrestal je nasljedila klasa Kitty Hawk.

## Brodovi u klasi
Lista brodova u klasi Forrestal:

### USSForrestal(CV-59)
- Brodogradilište:  SAD (Newport News Shipbuilding u Newport News, Virginia)
- Kobilica položena: 14. srpnja 1952.
- Porinut: 11. prosinca 1954.
- Korisnik:  SAD
- Uveden u službu: 1. listopada 1955.
- Povučen iz službe: 11. rujna 1993.
- Status: Čeka konačnu odluku o potapljanju kako bi postao umjetnički greben.

Izvori:,

### USSSaratoga(CV-60)
- Brodogradilište:  SAD (New York Naval Shipyard, New York)
- Kobilica položena: 18. prosinca 1952.
- Porinut: 8. listopada 1955.
- Korisnik:  SAD
- Uveden u službu: 14. travnja 1956.
- Povučen iz službe: 20. kolovoza 1994.
- Status: Čeka konačnu sudbinu, bilo je predloženo da postane brodski muzej.

Izvori:,

### USSRanger(CV-61)
- Brodogradilište:  SAD (Newport News Shipbuilding u Newport News, Virginia)
- Kobilica položena: 2. kolovoza 1954.
- Porinut: 29. rujna 1956.
- Korisnik:  SAD
- Uveden u službu: 10. kolovoza 1957.
- Povučen iz službe: 10. srpnja 1993.
- Status: Čeka prenamjenu u brodski muzej.

Izvori:,

### USSIndependence(CV-62)
- Brodogradilište:  SAD (Newport News Shipbuilding u Newport News, Virginia)
- Kobilica položena: 1. srpnja 1955.
- Porinut: 6. lipnja 1958.
- Korisnik:  SAD
- Uveden u službu: 10. siječnja 1959.
- Povučen iz službe: 30. rujna 1998.
- Status: Čeka konačnu sudbinu.

Izvori:,

### Zajednički poslužitelj
|  | Zajednički poslužitelj ima stranicu o temi Forrestal class aircraft carrier    |
|  | Zajednički poslužitelj ima još gradiva o temi Forrestal class aircraft carrier |